# 谢尔果德
谢尔果德是印度北方邦比杰诺尔县的一个城镇。总人口52870（2001年）。

## 人口
该地2001年总人口52870人，其中男性27869人，女性25001人；0—6岁人口9735人，其中男5165人，女4570人；识字率46.94%，其中男性为52.22%，女性为41.05%。